# Gerhardus Lambertus Kniphorst
Gerhardus Lambertus Kniphorst (De Wijk, 18 februari 1789 - Meppel, 9 januari 1865) was een Nederlandse burgemeester.

## Leven en werk
Kniphorst was de jongste zoon van de Meppeler koopman Jacobus Kniphorst (1751-1811) en Johanna van Riemsdijk (1748-1819). Zijn ene oom, Claas Kniphorst (1739-1827), was advocaat en schulte van Meppel. Zijn andere oom, Lambertus Kniphorst (1756-1810), was grutter, houtzaag-, pelmolenaar en stijfselfabrikant, maar vooral bekend vanwege zijn fervente rol in de patriottentijd als lid van het excercitiegenootschap. Gerhardus werd vlak voor de Bataafse Revolutie geboren. Hij heeft waarschijnlijk in Meppel de Latijnse School bezocht. Tijdens de Franse Tijd studeerde hij rechten aan de universiteit van Groningen en promoveerde hij in 1811. Hij werd vervolgens advocaat en procureur in Assen. In 1822 vestigde Kniphorst zich in zijn geboorteplaats Meppel als notaris.

## Politieke loopbaan
In 1824 werd Kniphorst de eerste, rechtstreeks door de Koning benoemde burgemeester van Meppel. Zijn neef Gerrit Kniphorst (1790-1850) werd datzelfde jaar burgemeester van Assen. In 1843 legde Gerhardus Lambertus Kniphorst zijn burgemeestersfunctie neer, toen het notarisambt wettelijk onverenigbaar werd met het burgemeestersambt. In datzelfde jaar volgde hij Berend Slot (1760-1846) op als Lid van Provinciale Staten van Drenthe, namens de Stedelijke Stand en de stad Meppel. Tot 1853 bleef Kniphorst notaris in Meppel en Statenlid. Op 30 augustus 1853 vertrok het gezin naar het provinciale bestuursbolwerk Assen en ging het aan de Vaartstraat wonen. Kniphorst was Raadsheer bij het Provinciale Gerechtshof tot aan zijn dood in 1865. In zijn Asser periode vervulde hij geen bestuursfuncties.

## Persoonlijk leven
Op 5 mei 1818 trouwde Gerhardus Lambertus in Assen met Maria Henderika Hofstede (1795-1832), een nicht van de toenmalige gouverneur van Drenthe, Petrus Hofstede (1755-1839). In 1822 verhuisde het gezin van Assen naar Meppel. Hun woonhuis stond aan de Maatkade (nu Kleine Oever) en zijn kantoor was aan de Hoofdstraat bij de Keizersgracht.
Zeven maanden na het overlijden van Maria hertrouwde Kniphorst op 22 augustus 1832 met de 17 jaar jongere Aleida Roelina Carsten (1806-1891). Zij was een dochter van de landschrijver en raadsheer van het Hof van Drenthe mr. Caspar Everhard Carsten en Jentien Houwink. Neef Gerrit Kniphorst, de latere burgemeester van Assen, was in 1813 getrouwd met haar oudere zuster Elisabeth. Haar broer Hugo Christiaan Carsten (1801-1881) was burgemeester van Beilen, en een van de hoogstaangeslagenen van Drenthe.
Kniphorst bouwde in Meppel een buitenverblijf aan de Reest met een theekoepel. De laatste is nu een rijksmonument en staat in het huidige Wilhelminapark. Na zijn overlijden werd Kniphorst begraven in Staphorst, op een particuliere begraafplaats aan de Zwolsestraatweg (nu Werkhorst). In 1871 werd hij herbegraven op de Algemene Begraafplaats in Meppel. Eind 2015 zijn de grafstenen van hem en zijn gezin herontdekt.